# Ertha Pascal-Trouillot
Ertha Pascal-Trouillot, född 13 augusti 1943, är en haitisk politiker som var provisorisk president i Haiti under perioden 14 mars 1990 – 7 februari 1991.
Ertha Pascal-Trouillot tog en examen i juridik 1971. Hon blev domare 1984 och blev den första kvinna i Haiti som utnämndes till högsta domstolen 1986. Hon utsågs till president över den provisoriska regeringen när militärregeringen överförde makten till en civil övergångsregering år 1990. Hon övervakade framgångsrikt de fria demokratiska valen år 1991. Högsta domstolen upphörde att fungera 1991, men återgick till funktion 1994, och hon återgick då till sitt arbete där tills hon avslutade sin term år 1996.